# دار التأمين
دار التأمين هي شركة مساهمة عامة تأسست في إمارة أبو ظبي، الإمارات العربية المتحدة والمعروفة بتقديم منتجات وخدمات التأمين.

## تاريخ
تأسست دار التأمين في عام 2011، كجزء من مجموعة شركات دار التمويل، يقع مقرها الرئيسي في أبو ظبي وفروعها في دبي والشارقة. بدأت الشركة عملياتها برأس مال مدفوع يبلغ 120 مليون درهم إماراتي. وأطلقت أول اكتتاب عام ناجح شهدته أسواق الإمارات العربية المتحدة في حوالي عامين بعد الانكماش الاقتصادي العالمي وأزمة ديون دبي.
دار التأمين مدرجة حاليًا في سوق أبو ظبي للأوراق المالية حيث يتم تداول أسهمها علنًا تحت رمز المؤشر IH.

## منتجات وخدمات
تقدم دار التأمين خدمات التأمين على السيارات والتأمين الصحي والتأمين على الممتلكات وأدوات التأمين الأخرى المصممة لتناسب قطاعات الطاقة والبحرية والهندسة والطيران.

## الجوائز
- 2012 - أكبر شركة تأمين ملتزمة بإرشادات التوطين من قبل هيئة التأمين.[12]

## روابط خارجية
- الموقع الرسمي